# 한백중학교
한백중학교(漢白中學校)는 대한민국 경기도 화성시 영천동에 있는 공립 중학교이다.

## 학교 연혁
- 2013년 3월 14일 : 학교설립위원회 학교 설립 결정
- 2014년 8월 11일 : 화성오산교육지원청 교명선정위원회에서 한백중학교 확정
- 2015년 3월 1일 : 한백중학교 개교
- 2015년 3월 1일 : 남현석 초대 교장 취임
- 2015년 3월 2일 : 제1회 입학식(남 13명, 여 11명 총 24명 입학, 2학년 15명, 3학년 12명)
- 2015년 4월 24일 : 혁신공감학교 지정
- 2015년 5월 8일 : 개교기념식 거행(개교기념일 5.4)
- 2015년 6월 1일 : 창의지성교육 기본운영학교 지정
- 2015년 12월 24일 : 제1회 한백제
- 2016년 2월 4일 : 제1회 졸업식(졸업생 20명, 연인원 20명)
- 2021년 3월 2일 : 혁신학교 재지정
- 2023년 9월 1일 : 제3대 윤영모 교장 취임
- 2024년 1월 8일 : 제9회 졸업식(졸업생 390명, 연인원 1,969명)
- 2024년 3월 4일 : 제10회 입학식(1학년 408명 입학)

## 참고 자료
- 한백중학교 - 한국교육학술정보원 학교알리미